# Hallkved
Hallkved är en herrgård och ett tidigare säteri i Funbo socken i Uppsala kommun. Under en tid var gården också en kungsgård.

## Historik

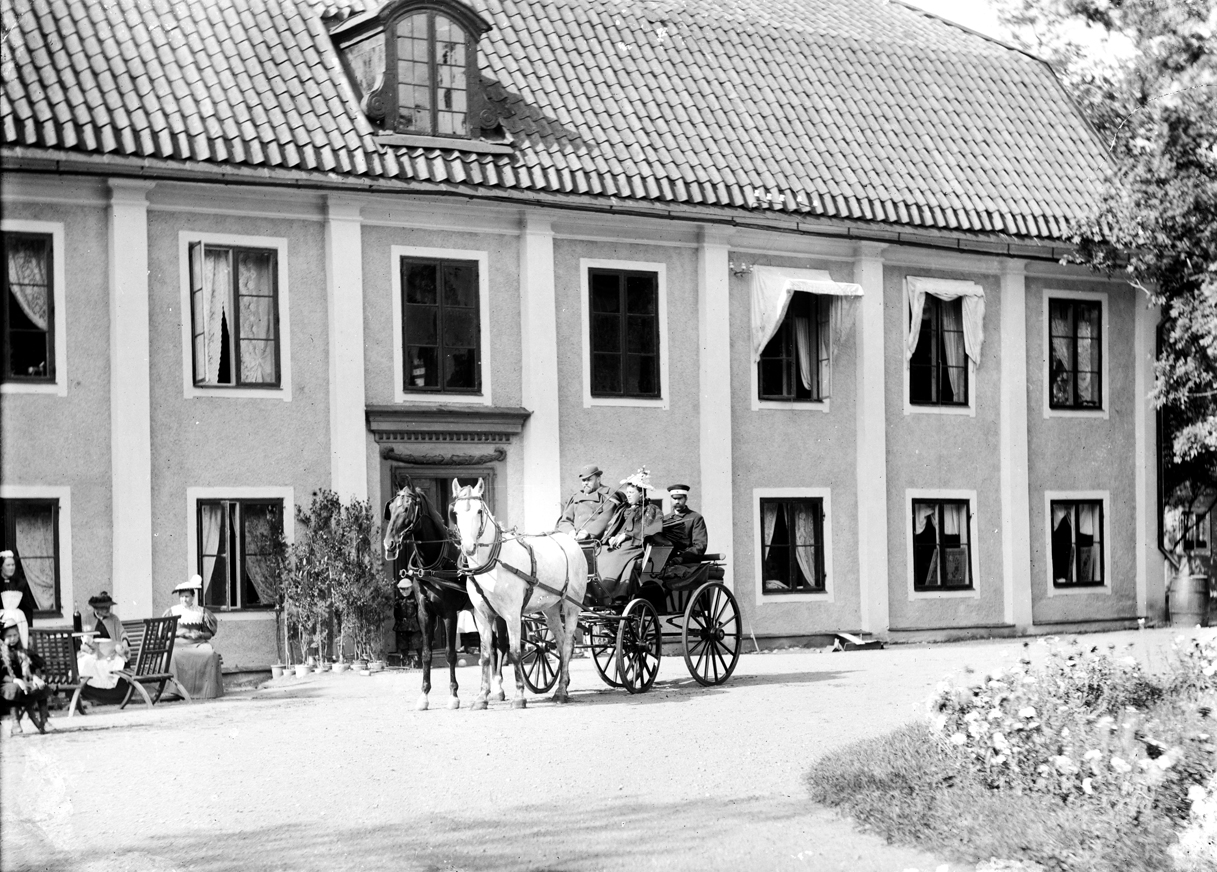
Hallkveds gård, 1896.

Hallkved omtalas som Hallqvui första gången 1288 då ärkebiskop Magnus Bosson överlät arvsrätten till Hallkved och Forsby till sin bror Bengt Bosson. Harald Älgs dotter Kristina insjuknade 1310 allvarligt på Hallkved då hon vistades hos sin moster Ragnhild, hustru till Bengt Bosson. 1340 tillhörde Hallkved kaniken Arvid Karlsson (Sparre av Aspnäs) som lämnade godset i säkerhet för testamentsgåvor. 1395 omtalas tre tiondepliktiga bönder i Hallkved. Gården kan annars beläggas som sätesgård för riddaren Jöns Eskilsson (Sparre över blad) 1401 vilken troligen ägde gården redan på 1390-talet då han stod i skuld till Funbo kyrka. Hallkved ägdes sedan av två medlemmar av ätten Spänne, som efter gården också kallas Hallkvedsätten, fogden i Uppsala Jöns Larsson (spänne) 1411–1416 som var gift med Jöns Eskilssons änka och därefter Jöns Larssons son Erik Jönsson (spänne) 1430–1457. 
Gården ärvdes därefter av hans änka Ramfrid Larsdotter som innehade Hallkved som sätesgård åtminstone 1472–1481, varefter gården förefaller ha övergått till Erik Jönssons halvsyster på mödernet, och hennees son Stig Grijs, ärvde honom, varpå Stig Gris den 15 mars 1501 säljer till Erik Turesson (Bielke) i Benhamra den rätt som tillfallit hans mor fru Anna i Hallkved (i Funbo socken) efter hennes frände Erik Jönsson.. 1525–1548 var Hallkved sätesgård för Peder Larsson (Årby-ätten) och därefter 1552–1554 av Bengt Arentsson (Örnflycht), gift med en av hans döttrar. 1555 lyckades dock bröderna Nils och Lars Jespersson visa att Peder Larssons döttrar var oäkta, döttrarna fråndömdes sin arvsrätt och Hallkved hamnade under kronan.
Under 1500-talet lydde Björkkulla, Bred, Götarna, Hällby, Långlöt och Nyby under Hallkveds gård, samt Hallkveds kvarn.
Hallkved skall senare ha varit en kungsgård, och kung Johan III förlänade Josef Misjititj Seminski som sålde gården till Gustav av Sachsen-Engern-Westfalen. Hans naturlige son Magnus Gustafsson Rutencrantz sålde 1629 Hallkved till släkten Duwall, varefter det vid reduktionen drogs in till kronan igen. Under slutet av 1700-talet ägdes Hallkved av överste Carl Adam Ehrengranat och hans hustru Maria Aurora Uggla, hovdam hos drottning Sofia Magdalena. Det såldes senare åter och har bland annat tillhört släkten Didron, Björkenstam och på 1870-talet änkefru Tham.

## Bilder

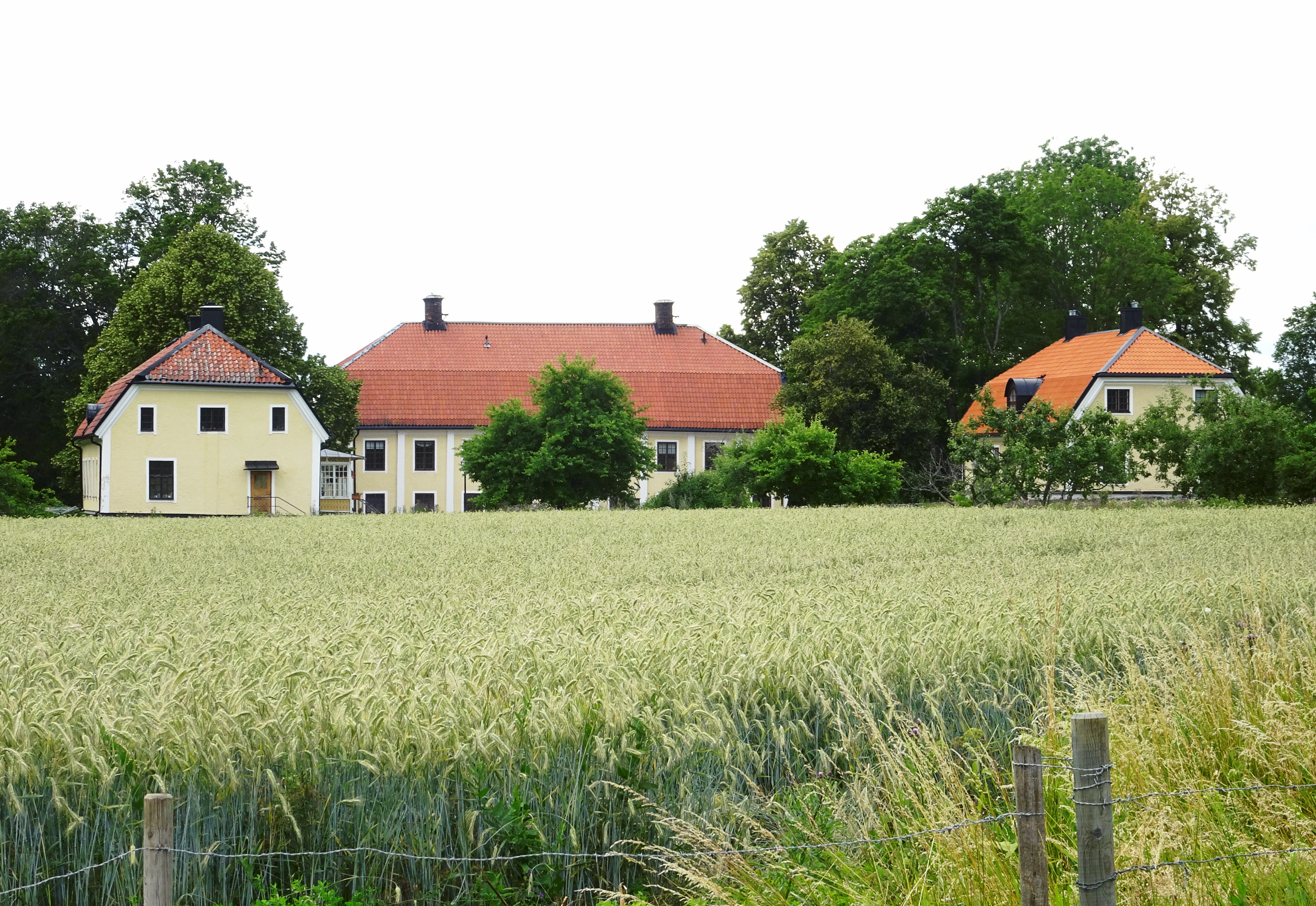
Huvudbyggnad och flyglar.
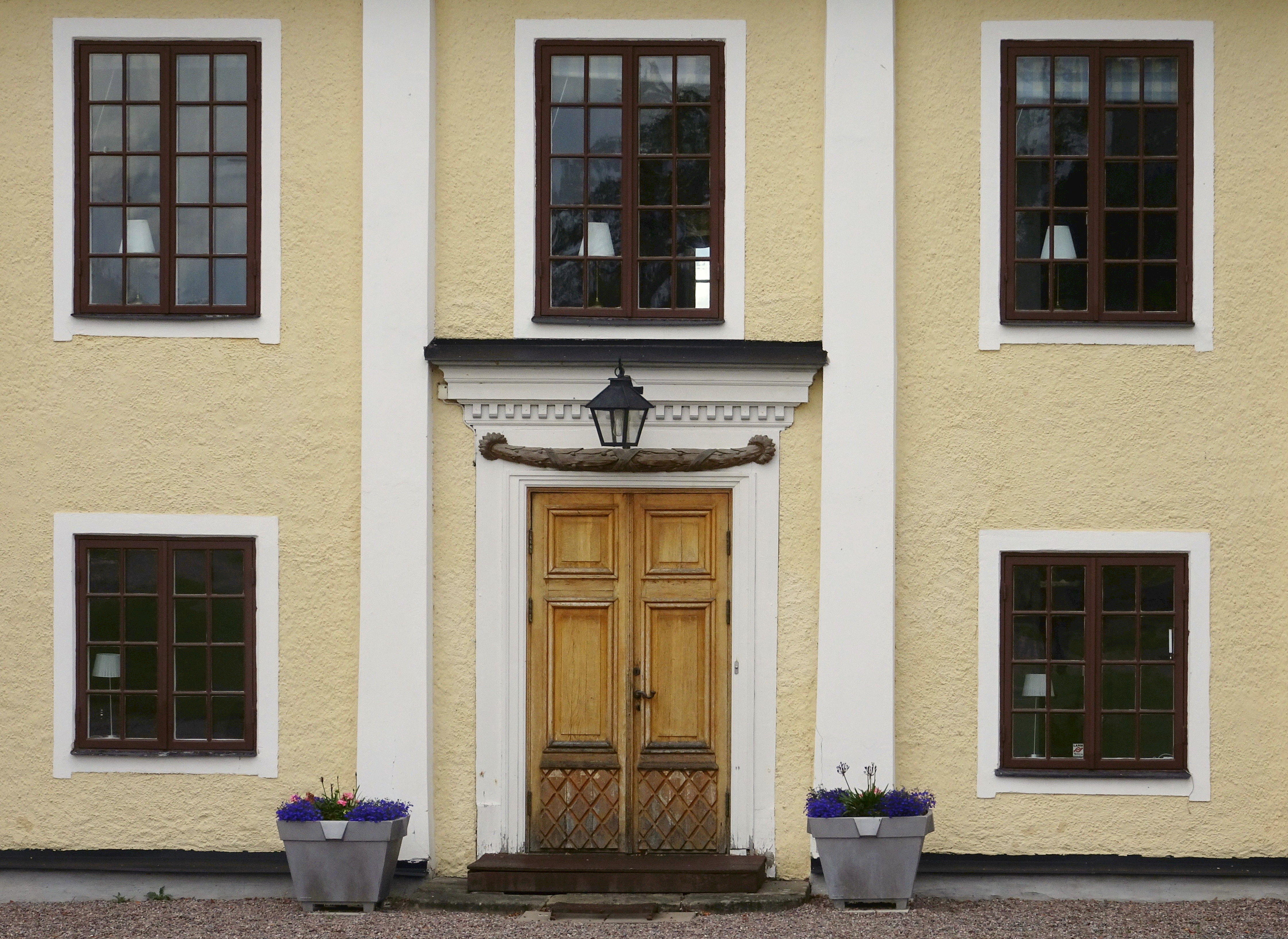
Entré, huvudbyggnad.
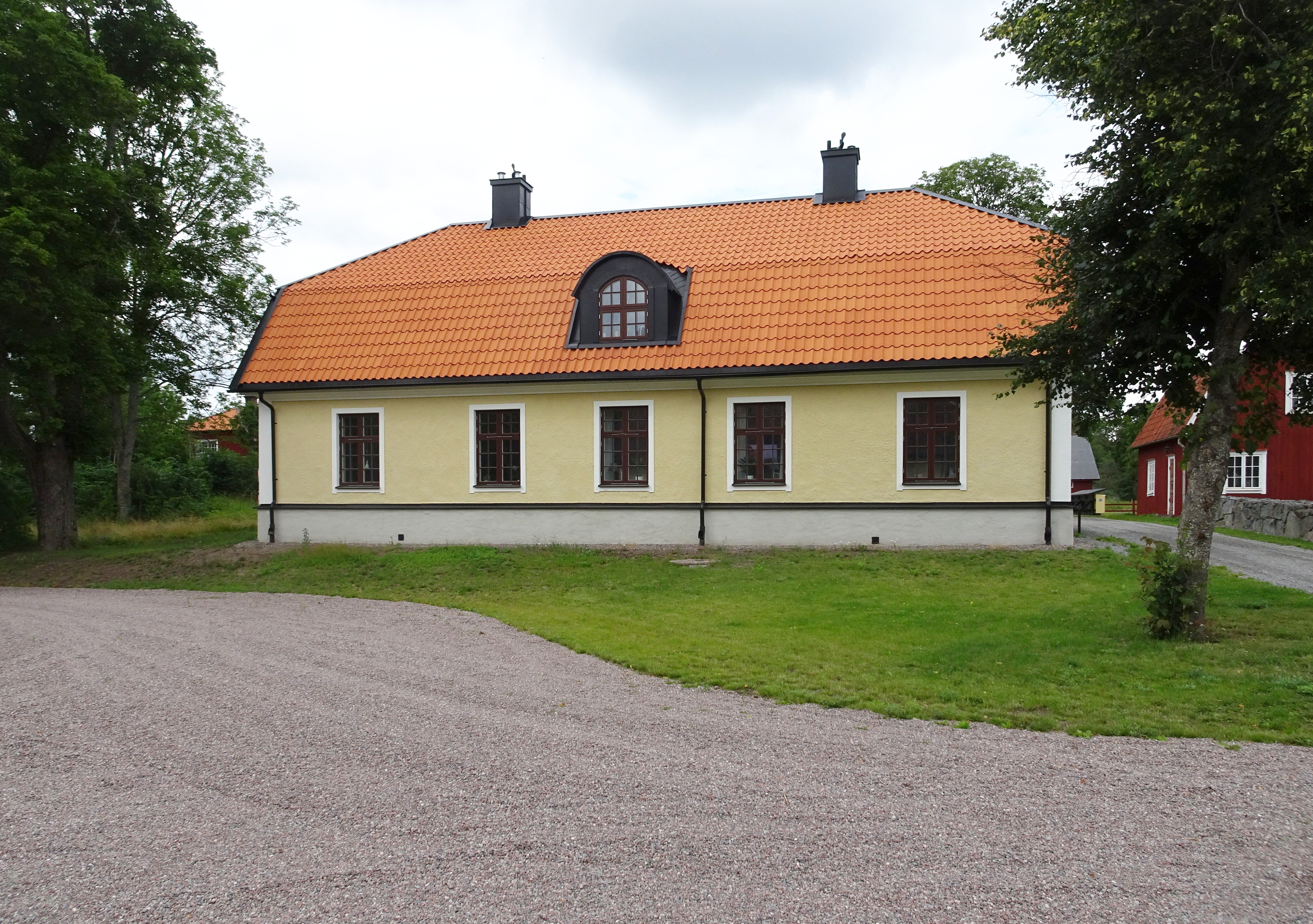
Norra flygeln.
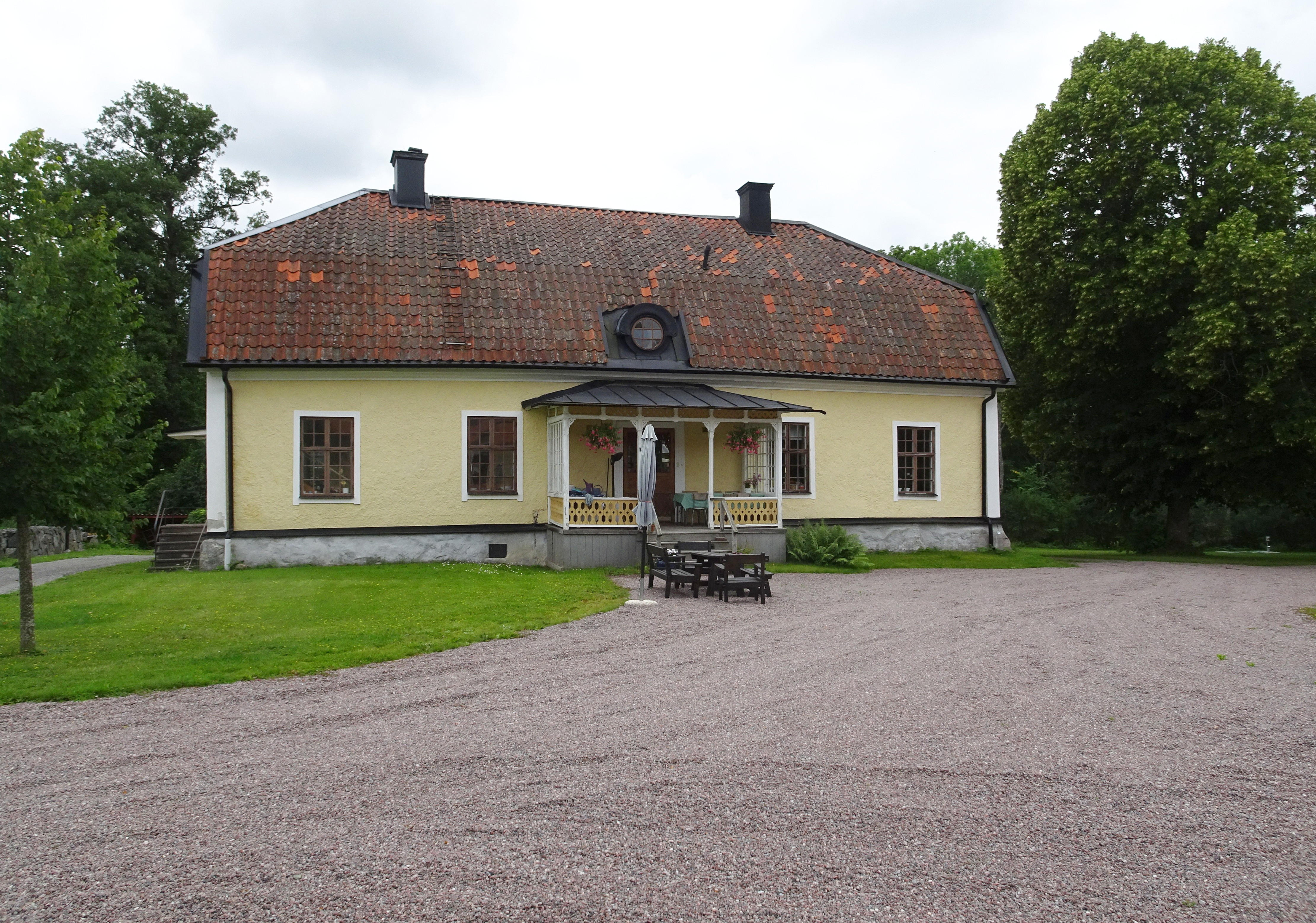
Södra flygeln.
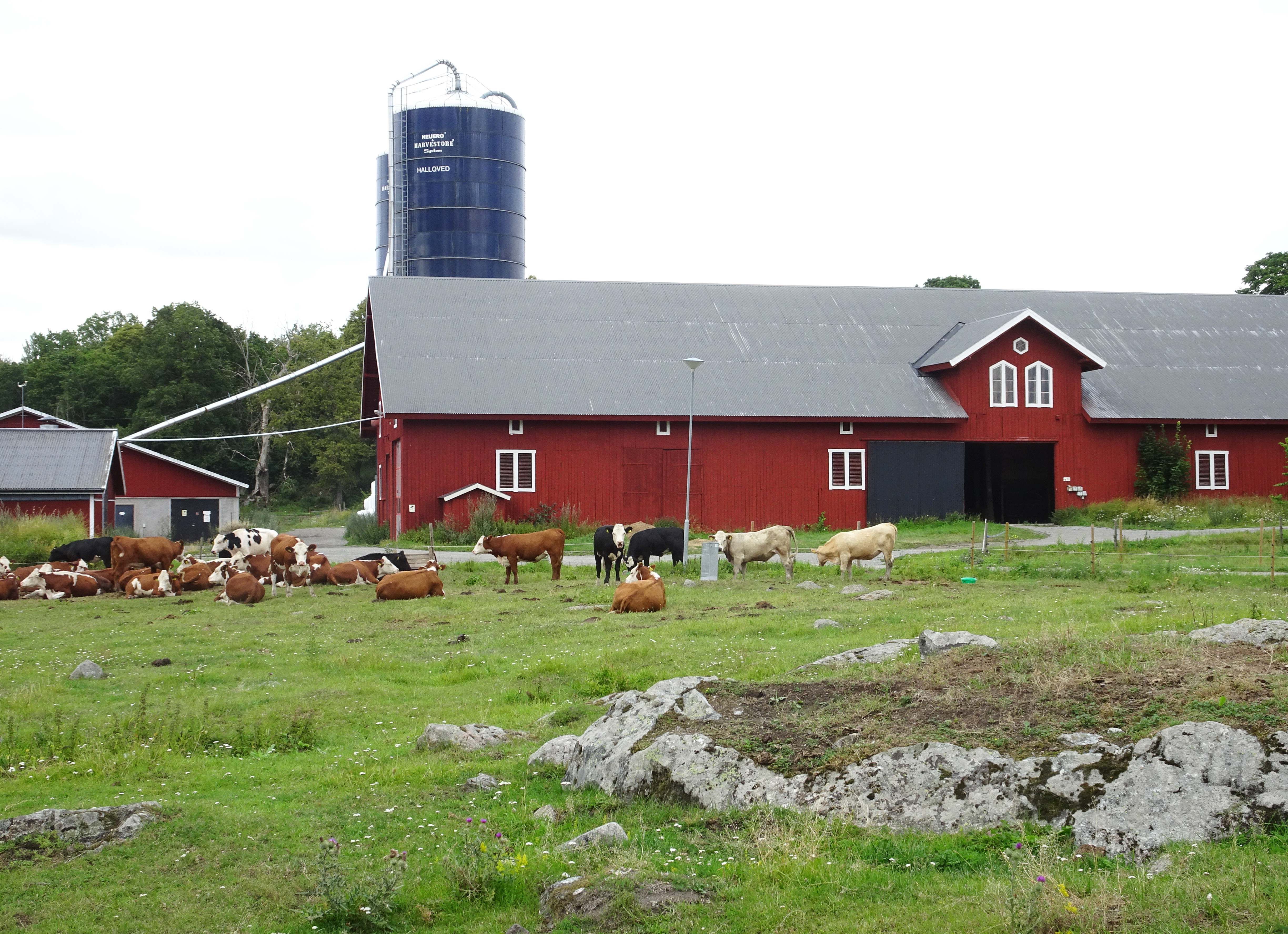
Ekonomibyggnader.